# Призраки дома Винчестеров
«Призраки дома Винчестеров» (англ. Haunting of Winchester House) — фильм ужасов режиссёра Марка Аткинса, выпущенный в 2009 году direct-to-video.

## Сюжет
Семья Греньеров переезжает в старинный особняк, полный пристроек, коридоров, различных комнат. Оказывается, что некогда дом принадлежал Саре Винчестер, которая таким образом пыталась спрятаться от призраков людей, погибших от винчестера. В итоге Греньеры оказываются очень скоро перед угрозой нашествия привидений, которые похищают их дочь.
Греньеры пытаются прибегнуть к помощи исследователя паранормального Харрисона Дента, однако тот погибает в зловещем доме, что заставляет жильцов самих искать выход из данной ситуации. В конце концов они находят то, что нужно духу Сары Винчестер и пытаются покинуть здание. Однако тогда Греньеры выясняют для себя страшную истину…

## В ролях
- Лира Келлерман — Сьюзан Греньер
- Майкл Холмс — Дрейк Греньер
- Кимберли Эблис Джиндра — Сара Винчестер
- Пэтти Робертс — Хейли Греньер
- Дженнифер Смарт — Энни Винчестер
- Роб Уллетт — Джеймс Клейхилл
- Дэвид Макинтайр — офицер Купер
- Саванна Шёнекер — Марго Хантер
- Сари Шиэн — Джессика Ллойд
- Риа Мейерс — Мэрлин
- Томас Бойкин — Харрисон Дент